# Tioridazina
La tioridazina è un farmaco antipsicotico, più precisamente una fenotiazina, che presenta una catena laterale piperidinica e ha proprietà generali simili a quelle della clorpromazina cloridrato. Il composto è stato ampiamente utilizzato in diversi paesi nel trattamento della schizofrenia e della psicosi. In Italia il composto è stato commercializzato dalla società farmaceutica Novartis Farma S.p.A. con il nome di Melleril nella forma farmaceutica di compresse rivestite da 25 mg e 50 mg, nonché nella forma di compresse da 200 mg a rilascio prolungato. In diversi paesi il composto è disponibile come farmaco equivalente, dopo che l'azienda produttrice, la Novartis, ha volontariamente sospeso la produzione.

## Farmacodinamica
Come altre sostanze di tipo neurolettico, la tioridazina sopprime le caratteristiche tipiche del comportamento complesso e i movimenti spontanei, lasciando inalterati i riflessi spinali e il comportamento nocicettico incondizionato. 
Questi effetti sono dovuti al blocco dei recettori dopaminergici post-sinaptici di tipo D2. 
L'azione antagonista esercitata a livello del sistema mesolimbico è responsabile dell'azione antipsicotica, mentre a livello del sistema nigrostriatale può produrre gli effetti extrapiramidali caratteristici del parkinsonismo. 
La tioridazina si caratterizza comunque per una relativamente bassa incidenza di sintomi extrapiramidali (in particolare rispetto agli antipsicotici di prima generazione) e per questa ragione è considerata un agente antipsicotico atipico. 
Sempre a livello del sistema nervoso centrale (SNC) il composto induce un lieve effetto antiemetico a livello della zona chemorecettrice (CTZ) e ipersecrezione di prolattina a livello dell'ipotalamo e nell'antagonizzare il recettore D1.

La tioridazina posside anche azione anticolinergica e in particolare ha effetti antimuscarinici maggiori di quelli della clorpromazina. 
Il farmaco, verosimilmente per azione a livello dei gangli basali, rilassa la muscolatura scheletrica, dal momento che non ha alcuna attività sulla giunzione neuromuscolare. Infine ha attività antagonista nei confronti del recettore adrenergico a1, dell'istamina (H1) e della 5-idrossitriptamina.

## Farmacocinetica
A seguito di somministrazione per via orale la tioridazina viene adeguatamente assorbita dal tratto gastrointestinale e la biodisponibilità del farmaco è pari a circa il 60%. La contemporanea assunzione di cibo non sembra influenzare i livelli plasmatici, anche se il tempo necessario per raggiungere la concentrazione plasmatica massima (Cmax) può essere ritardato. In linea generale la concentrazione plasmatica massima viene raggiunta entro 1-4 ore dalla assunzione orale.
Le concentrazioni plasmatiche del farmaco variano comunque ampiamente da soggetto a soggetto. 
Negli alcoolisti le concentrazioni plasmatiche di tioridazina tendono a essere inferiori e le concentrazioni dei metaboliti maggiori rispetto al normale. Verosimilmente queste variazioni sono causate dell'induzione metabolica esercitata dall'alcool.

Negli anziani alcoolisti, che già manifestano segni di danno epatico, le concentrazioni plasmatiche della tioridazina tendono invece ad essere decisamente più elevate del normale. La tioridazina, così come i suoi metaboliti attivi, si legano ampiamente alle proteine plasmatiche, ed in particolare alle glicoproteine acide a1.
L'eliminazione plasmatica appare di tipo multifasico ed è caratterizzata da un'emivita terminale di 16-36 ore. Il farmaco si distribuisce ampiamente nell'organismo e nei diversi tessuti biologici. Il volume apparente di distribuzione è pari a 10 l/kg.  Il composto si concentra maggiormente a livello di polmoni, fegato, cervello (la concentrazione di tioridazina libera nel sistema nervoso centrale è circa doppia di quella plasmatica), milza, surrene, reni e intestino.

La tioridazina è ampiamente metabolizzata a livello della ghiandola epatica per solfossidazione, N-demetilazione, idrossilazione e coniugazione. 
Nell'uomo la principale via di metabolizzazione è la solfossidazione che si verifica a livello di entrambe le catene laterali dando origine a due metaboliti, la mesoridazina e sulforidazina, e a livello dell'anello originando la tioridazina-5-solfossido. 
Sia la mesoridazina, sia la sulforidazina risultano essere metaboliti ancora farmacologicamente attivi essendo approssimativamente per il 50% più potenti del composto di partenza. L'ultimo metabolita è inattivo, ma probabilmente responsabile degli effetti collaterali cardiaci associati alla terapia con tioridazina.

L'escrezione del farmaco e dei suoi metaboliti avviene prevalentemente tramite la bile e quindi le feci. Meno del 10% del composto viene escreto attraverso l'emuntorio renale e meno dell'1% in forma immodificata. Il farmaco oltrepassa la barriera placentare e viene escreto nel latte materno.

## Usi clinici
La tioridazina trova indicazione nel trattamento della schizofrenia, manie e ipomanie, gravi stati di agitazione psicomotoria, ansia e agitazione nell'anziano e disturbi del comportamento nei bambini epilettici. 
Il farmaco è inoltre particolarmente indicato nel trattamento di schizofrenia, manie e ipomanie dei pazienti epilettici: infatti, a differenza di altri composti ad attività neurolettica, la tioridazina non determina un significativo abbassamento della soglia di insorgenza delle convulsioni.
È stato anche utilizzato per il trattamento di soggetti affetti da demenza.

## Dosi terapeutiche
La tioridazina è somministrata per via orale sotto forma di base libera o di cloridrato, ma le dosi sono normalmente espresse in termini di cloridrato (100 mg di tioridazina corrispondono a 110 mg di cloridrato). La tioridazina cloridrato viene impiegata nella preparazione di compresse, mentre la tioridazina base nella formulazione di forme farmaceutiche orali liquide.
Nei soggetti adulti la dose abituale per il trattamento della schizofrenia acuta, mania o altre psicosi varia in un intervallo compreso tra 150 mg e 600 mg di cloridrato al giorno. 
In casi molto particolari, per brevi periodi e comunque per non più di 4 settimane, sotto stretto controllo medico, è possibile ricorrere a dosi fino a 800 mg al giorno. 
Generalmente nei soggetti schizofrenici sono necessari circa 21-28 giorni di trattamento per ottenere una soddisfacente risposta terapeutica. Nei soggetti cronicamente affetti da psicosi possono essere necessarie fino a 6 settimane di trattamento per raggiungere il massimo beneficio terapeutico.
In caso di pazienti in stato di forte agitazione psicomotoria o con evidente comportamento violento, auto oppure eterodiretto, il trattamento a breve termine richiede la somministrazione di dosi di farmaco comprese tra 75 mg e 200 mg al giorno.
Nel soggetto anziano, invece, in caso di stato di ansia e agitazione normalmente per il trattamento si impiegano dosaggi compresi in un range tra 30 e 100 mg al giorno. 
In età pediatrica, ed in particolare nei bambini da 1 a 5 anni d'età, in soggetti affetti da disordini comportamentali gravi viene consigliato di ricorrere ad un trattamento farmacologico con dosaggio pari a 1 mg di farmaco al giorno per kg di peso corporeo. Nei bambini di età superiore a 5 anni può essere raggiunto un dosaggio di 75–150 mg al giorno. Si deve comunque tener conto che, talvolta, possono essere necessari fino a 300 mg. In questi casi l'incremento delle dosi deve avvenire con gradualità.

## Effetti collaterali e indesiderati
La tioridazina ha effetti collaterali simili a quelli della clorpromazina cloridrato e delle fenotiazine in genere. In particolare può provocare stipsi, sensazione di bocca asciutta (xerostomia), congestione nasale, ritenzione urinaria, tremore, sensazione di cardiopalmo e ipotensione ortostatica (bassa pressione all'assunzione della posizione eretta). 
La tioridazina è associata a una maggiore incidenza di effetti antimuscarinici, ma ad una minore incidenza di sintomi extrapiramidali rispetto alla clorpromazina. 
Tra gli effetti indesiderati che la rendono poco gradita ad alcuni pazienti si segnalano i disturbi a carico delle funzioni sessuali (in particolare il priapismo, altri disturbi dell'erezione e dell'eiaculazione, compresa l'eiaculazione retrograda), purtroppo decisamente frequenti durante il trattamento con tioridazina.
Anche la tioridazina, similmente ad altri neurolettici, può teoricamente abbassare la soglia di convulsività e causare alterazioni dell'elettroencefalogramma simili a quelle riscontrate nei disturbi epilettici. Tuttavia la farmacosorveglianza successiva all'immissione in commercio ha messo in evidenza un effetto epilettogeno decisamente modesto. 
Se si ricorre a dosaggi particolarmente elevati (soprattutto al di sopra dei 600 mg/die) si può manifestare una retinopatia pigmentosa che si caratterizza per la diminuzione dell'acutezza visiva e alterazione della visione notturna. In alcuni casi si è assistito ad una progressiva perdita della vista. I medesimi dosaggi possono comportare la comparsa di aritmie cardiache e modificazioni dell'elettrocardiogramma (ad esempio allungamento del intervallo Q-T oppure anomalie dell'onda T). 
Alcuni pazienti a seguito dell'assunzione del composto possono sviluppare un paradossale stato di eccitamento e di agitazione con insonnia. 
In casi isolati la tioridazina ha determinato la comparsa di una sindrome maligna da neurolettici, una condizione che si caratterizza per la rigidità muscolare, l'ipertermia, l'alterazione dello stato mentale e l'instabilità autonomica. In caso di comparsa di un simile effetto indesiderato è necessario provvedere all'immediata sospensione del farmaco e agli opportuni trattamenti sintomatici e di supporto alle funzioni vitali. Il farmaco è dotato di capacità porfirinogena e può determinare leucopenia, neutropenia, agranulocitosi, e trombocitopenia.

## Controindicazioni
Il farmaco è controindicato nei soggetti con ipersensibilità nota al principio attivo, oppure ad uno qualsiasi degli eccipienti contenuti nella formulazione. È inoltre controindicato in caso di stato comatoso, grave depressione del sistema nervoso centrale (SNC) e gravi patologie cardiovascolari. Non deve essere somministrato a soggetti con storia personale di episodi di discrasie ematiche o di depressione del midollo. Nei soggetti anziani i dosaggi del farmaco debbono essere precauzionalmente ridotti.

## Sovradosaggio
In caso di sovradosaggio, volontario od accidentale, si verifica una sintomatologia dominata dalla secchezza delle fauci, nausea, vomito, alterazioni di tipo visivo, ed ileo paralitico.
Il paziente si presenta particolarmente sedato, disorientato nello spazio e nel tempo, in stato di confusione mentale e talvolta di agitazione psicomotoria. Si possono osservare anche segni di tipo extrapiramidale (ipercinesia, discinesia, acatisia, distonia), talvolta convulsioni, ipotensione arteriosa, assenza dei riflessi e coma. Possibili anche le convulsioni epilettiformi.
Particolarmente temibili in caso di overdose le aritmie cardiache spesso associate ai decessi (tachicardia, tendenza al prolungamento dell'intervallo QT e aumentato rischio di aritmia del tipo torsione di punta) con possibile evoluzione verso l'arresto cardiaco.
Il trattamento dell'overdose prevede il ricorso alla lavanda gastrica, mentre si preferisce evitare di indurre il vomito per l'elevato rischio di aspirazione nelle vie aeree del materiale gastrico.
Fanno seguito le normali misure di supporto delle funzioni vitali, con particolare attenzione ai sistemi cardiaco e respiratorio (somministrazione endovenosa di fluidi, respirazione assistita).

## Interazioni
- Farmaci deprimenti il sistema nervoso centrale (alcool, ipnotici, analgesici narcotici, anestetici e antidepressivi triciclici): la contemporanea somministrazione di tioridazina può potenziare gli effetti di questi farmaci.
- Adrenalina ed altri agenti simpaticomimetici: la co-somministrazione con tioridazina determina un'antagonizzazione degli effetti di queste sostanze.
- Guanetidina e farmaci ad essa correlati: la somministrazione in associazione alla fenotiazina ne riduce l'effetto antiipertensivo.
- Agenti antiipertensivi di tipo β-bloccante (propranololo, atenololo, pindololo, metoprololo ed altri): la contemporanea assunzione con l'antipsicotico ne potenzia l'effetto ipotensivo.
- Litio: la co-somministrazione con la tioridazina aumenta il rischio di neurotossicità del litio.
- Levodopa: possibile riduzione dell'effetto antiparkinson.
- Farmaci ad azione anticolinergica: possibile potenziamento della tossicità e degli effetti collaterali ed indesiderati.
- Chinidina: il trattamento di associazione con la tioridazina ne incrementa gli effetti inibitori sulla contrattilità miocardica.
- Inibitori delle monoaminoossidasi (IMAO): l'associazione con la tioridazina, così come per altre fenotiazine, può prolungarne e potenziarne gli effetti sedativi e antimuscarinici.
- Antiacidi : la co-somministrazione con la fenotiazina ne riduce l'assorbimento orale.